# Ronda del Mediodía (Vitoria)
La Ronda del Mediodía fue una vía pública de la ciudad española de Vitoria. Existió durante el XIX, y, a finales de este, dio lugar a diferentes calles que perviven hasta la actualidad.

## Descripción
La Ronda del Mediodía, conocida también como «camino de Ronda del Mediodía», se extendía en una primera sección desde la Fuente de las Ánimas hasta la referida como Plaza Nueva del Mercado, y en una segunda hasta desembocar en el portal del Rey. Albergaba también la ahora conocida como calle de la Paz. A finales del siglo XIX, la primera pasaría a ser la avenida de las Desamparadas, posteriormente calle de Ramón Ortiz de Zárate. También integraba la vía parte de la actual calle de la Florida.